# Kaurorchis
Kaurorchis là một chi thực vật có hoa trong họ, Orchidaceae.